# フィル・レッシュ
フィル・レッシュ（Phil Lesh, 1940年3月15日 - 2024年10月25日）は、アメリカ合衆国のロック・ミュージシャンである。ロックバンドのグレイトフル・デッドのオリジナル・メンバーで、ベースギターを担当した。
ローリング・ストーン誌が選んだ「史上最高のベーシスト50選」で第11位に選ばれている。

## 略歴
1940年3月15日にカリフォルニア州バークレーで生まれる。本名はPhillip Chapman Lesh。カリフォルニア大学に在籍中、トム・コンスタンテンに出会う。現代音楽とフリージャズに非常に興味を持っていた彼はコンスタンテンの紹介でイタリアの作曲家、ルチアーノ・ベリオの下で音楽を学び、トランペット奏者としてプロの音楽活動を始める。
大学在籍時にバンジョーを弾くジェリー・ガルシアと親交を深め、ガルシアの新しいバンドにベーシストとして加入することになる。そのバンドはワーロックスと呼ばれ、彼は3回目か4回目のライブより参加した。
彼はそれまで全くベースを弾いたことがなかったので弾き方を学ぶ必要があったが、リズムセクションにおけるベースの伝統的な役割にとらわれすぎる事はなかった。どちらかというとロックやソウルのベーシストよりも、バッハの対位法に影響を受けていると語っている。
60年代中頃のレッシュはジャック・ブルース、ジョン・エントウィッスル、ジャック・キャサディらと並ぶエレクトリックベースの革新者だった。彼はより迫力のある豪華な音が出るよう楽器を改良していった。ロックにおけるベースの従来の役割とは曲のタイムラインに沿ったリズムを刻むこと、ハーモニーやコードの構造を曲に与えることだった。彼はこれらの役割を決して無視しなかったが、曲の中に即興的な面を入れていった。これがいわゆるサンフランシスコ・サウンドの特徴と呼ばれた。彼のベースはデッドのジャム演奏において、ガルシアのギターと同じ位にリード楽器としての役割を果たしたと言えよう。
レッシュはグレイトフル・デッドで多産な作曲家や歌い手ではなかったが、幾つかの楽曲では非常に大きな貢献をしている。「New Potato Caboose」、「Box of Rain」、「Unbroken Chain」、「Pride of Cucamonga」などはデッドのレパートリーの中でとても愛されている。前衛的な音楽に対する彼の関心はデッドに重要な影響を及ぼし、神秘的な面でバンドの要素の一つになっている。デッドヘッズは「フィルがオンになれば、バンドがオンになる！」と当然のように言う。
グレイトフル・デッドの解散後、彼は自分のバンドであるフィル・レッシュ&フレンズの活動と、グレイトフル・デッドのメンバーと結成したアザー・ワンズやザ・デッドの活動を行った。
彼と妻のジルは慈善団体"Unbroken Chain Foundation"を運営。 彼は1998年に慢性のC型肝炎のため肝臓移植を受けた。それ以来臓器提供者プログラムを支持しており、毎回のライブにおいて観客に積極的な臓器提供者になるように奨めている。
2005年4月、自伝”Searching for the Sound: My Life with the Grateful Dead”を出版した。これはグレイトフル・デッドに関してメンバーによって書かれた初めての本である。
2024年10月25日の朝に死去。84歳没。

## ディスコグラフィ
フィル・レッシュ&フレンズ名義の作品
- Love Will See You Through (1999年 ライブ・アルバム)
- There & Back Again (2002年 スタジオ・アルバム)
- Live at the Warfield（2006年 ライブ・アルバム）

## 著書
- Lesh, Phil (2006). Searching For The Sound: My Life With The Grateful Dead. Back Bay Books. ISBN 978-0316154499